# Den Blå Moske
Den Blå Moske (eller Sultan Ahmets Moske (tyrkisk: Sultanahmet Camii)) er en moske i Sultanahmet-kvarteret i Istanbul. Moskeen, der var færdigbygget i 1616, er tegnet af arkitekten Sedefhar Mehmet Ağa for sultanen Ahmed I. Den har som den eneste moske i Istanbul seks minareter, hvilket på byggetidspunktet var samme antal som på moskeen i Mekka, som dog efterfølgende fik en minaret mere.
Moskeen består af en forgård og et hovedrum, der har samme størrelse. Den indeholder desuden en grundskole og et suppekøkken (et imaret), hvor fattige mennesker kan få udleveret mad. Frem til det 19. århundrede var der også både et hospital og et sted, hvor rejsende kunne overnatte (et karavanserai). Hovedkuplen har en højde på 43 meter og en diameter på 23,5 meter og er omgivet af fire mindre kupler, der igen er omgivet af flere endnu mindre kupler. Moskeen har plads til 10.000 bedende.
Ahmed I, hans hustru og tre sønner er begravet i sarkofager i moskeen. Det samme er flere andre af hans familiemedlemmer.

## Interiør
Det indre af moskeen er beklædt med mere end 20.000 håndlavede keramiske fliser fra İznik i mere end halvtreds forskellige tulipanafbildninger. Fliserne på den nederste del af væggene er traditionelt i design, mens galleriniveauet er mere prangende med repræsentationer af blomster, frugter og cypresser. Fliserne blev fremstillet under tilsyn af Izniks mester.
De øverste dele af interiøret er domineret af blå farve. Mere end 200 blyindfattede vinduer med indviklede mønstre lader naturligt lys, i dag bistået af lysekroner, komme ind.
Dekorationerne i moskeen omfatter vers fra Koranen, mange af dem lavet af Seyyid Kasim Gubari, der betragtes som den fornemste kalligraf af sin tid. Gulvene er belagt med ægte tæpper, der er doneret af de troende. De mange store vinduer giver et rummeligt indtryk. De nederste dele af væggene er dekoreret med opus sectile. Hver mindre kuppel har fem vinduer, hvoraf nogle er blinde.

## På UNESCOs verdensarvsliste
Den Blå Moske blev, sammen med andre historiske bygninger i Istanbul, indskrevet på UNESCOs verdensarvsliste i 1985